# Celes Kobayashi
Celes Kobayashi (セレス小林) de son vrai nom Shōji Kobayahi (小林 昭司, Kobayahi Shōji) est un boxeur japonais né le 27 février 1973 à Iwai.

## Carrière
Passé professionnel en 1992, il devient champion du monde des poids super-mouches WBA le 11 mars 2001 après sa victoire par arrêt de l'arbitre au 10e round contre Leo Gamez. Kobayashi bat ensuite Jesus Rojas puis est dépossédé de son titre par Alexander Muñoz le 9 mars 2002. Il met un terme à sa carrière après ce combat sur un bilan de 24 victoires, 5 défaites et 3 matchs nuls.